# Zellinkopf
Zellinkopf är ett berg i Österrike.   Det ligger i distriktet Spittal an der Drau och förbundslandet Kärnten, i den centrala delen av landet, 300 km sydväst om huvudstaden Wien. Toppen på Zellinkopf är 2 595 meter över havet, eller 527 meter över den omgivande terrängen. Bredden vid basen är 5,8 km.
Terrängen runt Zellinkopf är huvudsakligen bergig. Närmaste större samhälle är Lienz, 15,9 km sydväst om Zellinkopf. 
I omgivningarna runt Zellinkopf växer i huvudsak blandskog. Runt Zellinkopf är det ganska glesbefolkat, med 29 invånare per kvadratkilometer.